# Louis Pierre Deseine
Louis Pierre Deseine es un escultor francés nacido en París en 1749 y fallecido en esta misma ciudad en 1822.

## Biografía
Es conocido sobre todo por sus retratos en busto y por sus retratos imaginados. En el Salón de 1789, mostró un retrato de la cabeza de Belisario.
Deseine se formó y ejercitó en diferentes talleres, principalmente en el de Augustin Pajou, cuyo retrato en busto presentó en el Salón de 1785. Ganó el primer Premio de Roma de Escultura, lo que le permitió viajar a Roma, becado por la Academia, de 1780 a 1784. En 1791 es admitido como miembro de la Academia.
En 1814 publicó una historia de la Academia Real de pintura y escultura, con la que fue admitido como miembro de la misma. Se describió a sí mismo en 1814 como miembro de las Academias de Copenhague y de Burdeos, y como poseedor del puesto de primer escultor del prince de Condé, para el que había ejecutado diferentes estatuas en la década de 1780 en la sala comedor de Chantilly, donde diferentes dibujos y maquetas se han conservado.
Su hermano mayor, el poco conocido escultor Claude-André Deseine (1740-1823) fue sordo mudo, sus ideas republicanas y el exagerado carácter de sus estudios de retrato le diferenciaron radicalmente de su hermano. Realizó sin embargo los bustos en terracota realistas de algunas personalidades de la Revolución francesa, Mirabeau, Marat, y dos bustos de Robespierre, uno se encuentra en la Conciergerie (París) (1792) y el otro (1791), en el Museo de la Revolución francesa de Vizille.

## Obras
Su estilo está influenciado por la escultura antigua.

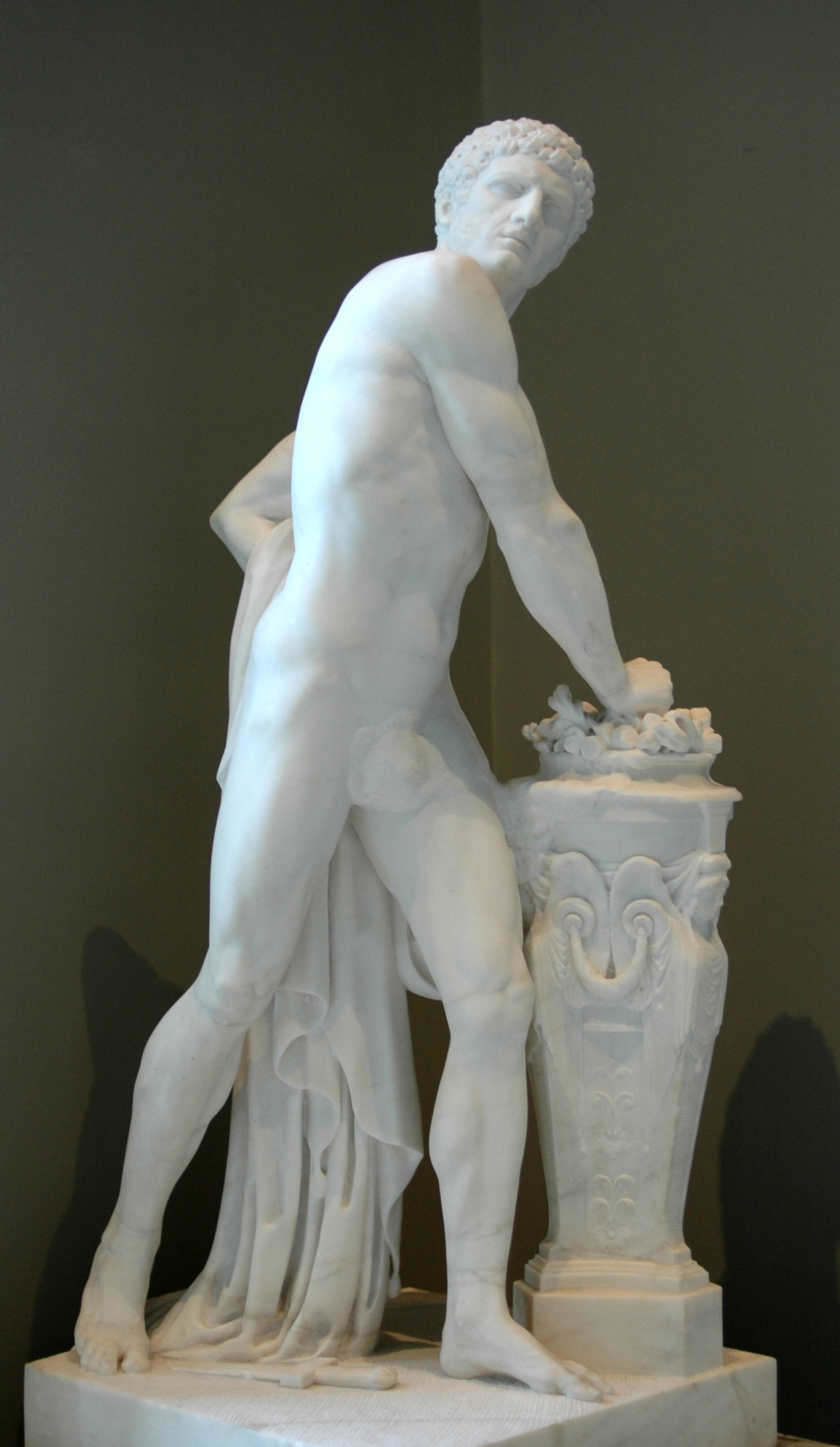
Mucius Scævola (1791), musée du Louvre.

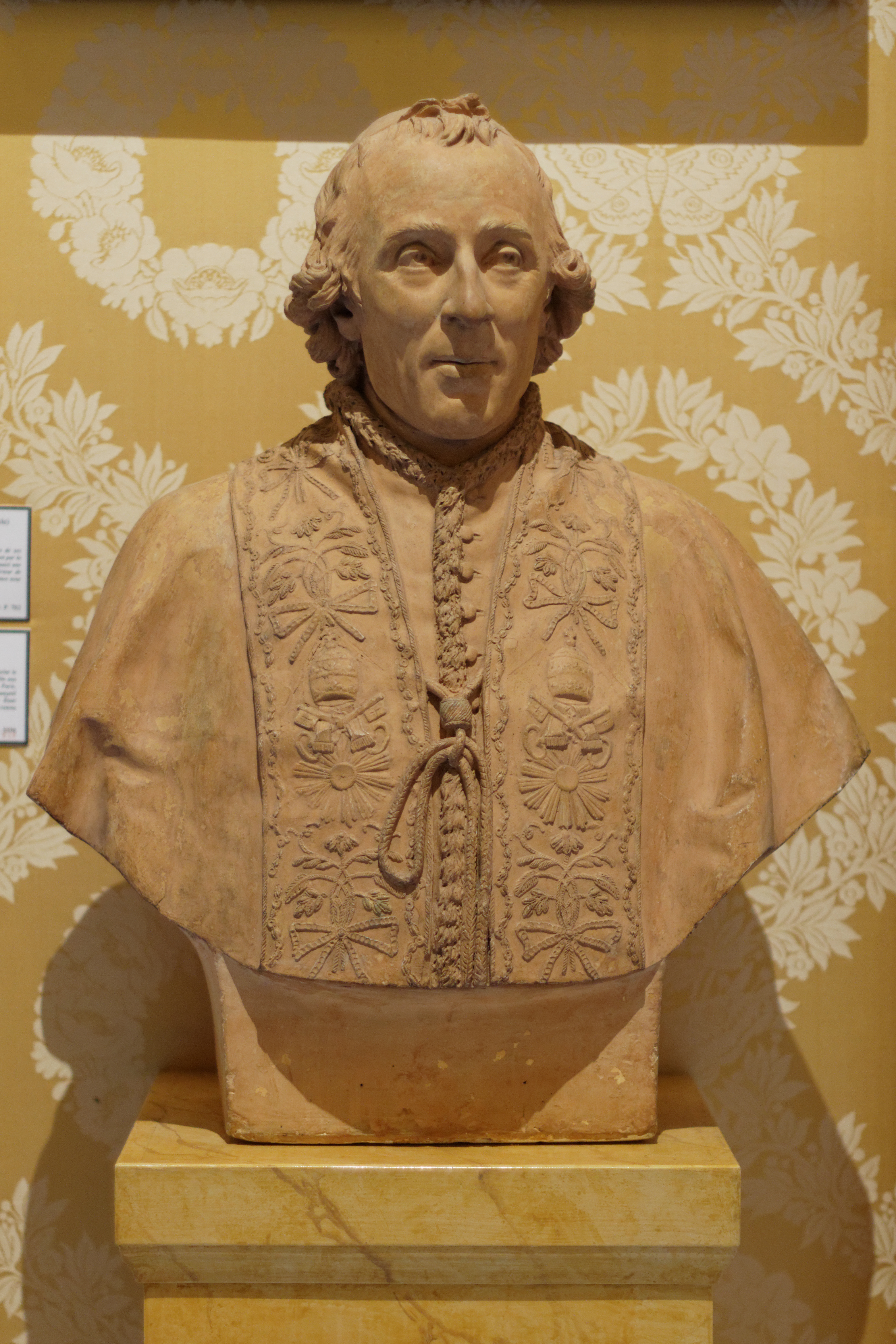
Busto de Pio VII.

- Retrato de Augustin Pajou (1785), busto, terracota, París, musée du Louvre
- Retrato de Claude-Pierre-Louis Durand a la edad de cuatro años (1783-1867) (1788), busto, escayola, París, musée du Louvre
- Retrato de Luis XVI (1790), busto, mármol, Versalles, Palacio de Versalles y de Trianon
- Retrato de Luis XVII (1790), busto, mármol, Versalles, Palacio de Versalles y de Trianon
- Mucius Scævola (1791), estatua, mármol, París, musée du Louvre — obra de ingreso en la Academia
- Retrato de Robespierre, (1792) busto, terracota, Museo de la Revolución francesa, Vizille.
- Retrato de Carlos VIII de Francia (1799), busto, terracota, París, école nationale supérieure des Beaux-Arts
- Retrato de Pedro Abelardo (1801), busto en escayola en medallón de piedra, París, École nationale supérieure des beaux-arts
- Retrato del Papa Pío VII (1805), busto, escayola patinada con terracota, Rueil-Malmaison, Castillo de Malmaison y Bois-Préau
- Retrato de Pierre-Nicolas de Fontenay, senador (1743-1806) (1807), busto, mármol, Versalles, Palacio de Versalles y de Trianon
- Retrato del duque de Luynes, par de Francia, busto escayola, (1808, firmado) en venta, Château de Belle Eglise, 5 de junio de 2006, lote 306
- Retrato de Jean-Baptiste Bessières, duque de Istria, mariscal de Francia (1768-1813) (1813), busto, escayola con pátina de bronce, Île-d'Aix, museos de la île d'Aix
- Retrato de Louis-Antoine-Henri de Bourbon, duque de Enghien (1772-1804) (1817), busto, escayola, Chantilly, museo Condé. El monumento fue finalizado tras la muerte del escultor por su sobrino.
- Retrato de Luis XVIII, (1817), Busto, Chantilly, musée Condé
- Maqueta para el monumento del duque de Enghien en Vincennes (1817), madera y escayola, Chantilly, museo Condé
- Estudios para el mausoleo del cardenal de Belloy, escayolas, París, musée du Louvre

### Sin fecha
- Mausoleo del cardenal de Belloy, Catedral de Nuestra Señora de París, Capilla de Saint-Marcel.
- Entrada en Viena, bajo relieve del Arco de Triunfo del Carrusel, París
- Retrato de Jean-Joachim Winckelmann, busto, escayola tintada, Versalles, Palacio de Versalles y de Trianon
- Conde Jean Étienne Marie Portalis, estatua a escala mayor que el natural, mármol, Versalles, Palacio de Versalles y de Trianon
- Dos ninfas portando un angelote, terracota, inscrito, vendido por la casa de subastas Sotheby's Arcade, el 22 de julio de 1993, lote 292
- Boceto en terracota, Virgen y Niño (vendido por la casa de subastas Bonham's de Londres, el 9 de mayo de 1996, lote 7

### Dibujos
- Étude d'un homme debout avec une draperie sur l'épaule, dibujo , París, musée du Louvre, departamento de artes gráficas
- La Force du courage soutient le duc d'Enghien jusqu'à son heure dernière…, proyecto de monumento a la memoria del duque de Enghien, dos dibujos, Chantilly, museo Condé
- Le Déluge, dibujo, Chantilly, museo Condé
- Deux Romains saluant un empereur assis, dibujo, Chantilly, museo Condé
- Lars Porsena, dibujo, Chantilly, museo Condé